# Hassan Nasrallah
Pour les articles homonymes, voir Nasrallah (homonymie).
Hassan Nasrallah (en arabe : حسن نصر الله), né le 31 août 1960 à Bourj Hammoud et mort le 27 septembre 2024 à Beyrouth, est un religieux chiite et homme politique libanais.
Après l'assassinat d'Abbas Moussaoui en 1992, il est désigné secrétaire général et guide religieux du Hezbollah, une organisation politique et paramilitaire islamiste chiite libanaise, considérée comme terroriste par certains pays. Considéré comme l'une des personnalités les plus influentes du Moyen-Orient,, il est régulièrement décrit comme l'un des dirigeants de facto du Liban,,. Au Liban, il est perçu comme le principal visage de la résistance à Israël. Avec la libération du Liban-Sud de l'occupation israélienne en 2000, puis la guerre de juillet 2006, il est considéré comme un héros par une partie des Libanais mais comme un ennemi mortel par Israël,. Par ailleurs, son parti est accusé de l'assassinat de l'ancien Premier ministre Rafic Hariri.
Engagé dans la guerre civile syrienne en soutien à Bachar el-Assad, le Hezbollah est critiqué pour ce soutien et pour sa participation à la lutte contre l'opposition armée.
Il est tué par une frappe israélienne en septembre 2024, dans le cadre d'une intensification des bombardements visant le Hezbollah au Liban.

## Biographie

### Années de formation et vie privée
Hassan Nasrallah est né le 31 août 1960 à Bourj Hammoud à l'est de Beyrouth. Il est l'aîné d'une famille de neuf enfants, très modeste, de confession chiite mais peu portée sur la religion. Son père, Abdel Karim, épicier de son état, est membre du Parti populaire syrien, une formation nationaliste  présente à la fois en Syrie et au Liban.
Nasrallah commence ses études à l'école publique de Sin el Fil, un quartier où cohabitent chrétiens et musulmans à l'est de Beyrouth, ce qui lui permet de faire la connaissance de chrétiens libanais. En 1975, lorsque la guerre civile éclate au Liban, il est âgé de 15 ans. Le foyer est contraint de fuir une première fois en 1974 en raison de l'insécurité, puis de nouveau en 1975, lorsque les milices chrétiennes des forces libanaises expulsent les habitants musulmans de la région de Sin el Fil où la famille avait trouvé refuge un an plus tôt. Elle s'installe au sud, dans le village d'al-Bazouryié, près de Tyr, d'où est originaire le père.
Ayant décidé très tôt de devenir un dirigeant religieux, il étudie la théologie dans la ville de Nadjaf en Irak. L'imam Mohammed Bakr al-Sadr, fondateur du parti islamique Dawa, lui présente l'étudiant libanais Abbas Moussaoui avec qui il se lie d'amitié. À partir de 1978, l'intensification de la répression du gouvernement de Saddam Hussein à l'encontre des religieux chiites l'oblige à rentrer au Liban.

### D'Amal au Hezbollah (1978–1991)
Il décide à son retour au Liban de rejoindre le mouvement Amal (« Espoir »), une organisation chiite politique et paramilitaire. Les années de guerre civile et l'invasion israélienne du sud du Liban en 1978 l'ont conduit à se politiser et à côtoyer des oulémas chiites proches des révolutionnaires iraniens. Son entourage familial n'est pas particulièrement pieux, mais est en revanche imprégné d'une culture chiite bercée par des sentiments d'exclusion et d'injustice. L'imam Moussa Sader, le fondateur de Amal et du Mouvement des déshérités, et dont le portrait est exposé dans le magasin de son père, est alors le porte-voix d'une communauté historiquement marginalisée. Hassan Nasrallah confiera des années plus tard qu'il « rêvait de devenir comme lui ».
Il étudie et enseigne ensuite à l'école du cheikh Abbas Moussaoui, devenu dirigeant du mouvement Amal. Il gravit les échelons du parti. Il est tout d'abord élu délégué politique pour la plaine de la Bekaa, faisant de lui un membre du bureau politique central. L'invasion israélienne du Liban en 1982 marque un tournant. Moussaoui et Nasrallah quittent Amal pour rejoindre la nouvelle organisation chiite libanaise, le Hezbollah, soutenue par l'Iran, qui représente le courant favorable aux idées de l'ayatollah Rouhollah Khomeini et au velayet-e faqih.
S'il devient à vingt-deux ans un des fondateurs du Hezbollah, il ne fait pas alors partie du directoire suprême. Il reçoit la charge de la mobilisation, puis il devient responsable pour les régions de Baalbek au nord de la plaine de la Bekaa ; et enfin de l'ensemble de la plaine de la Bekaa.
Désireux de reprendre ses études en théologie, il part pour la ville iranienne de Qom en 1989. Mais, il est obligé de revenir au Liban lorsque les troupes du Hezbollah et d'Amal se combattent.

### Accession à la tête du Hezbollah (1992–2000)
Après la mort d'Abbas Moussaoui, tué par un tir de missile israélien le 16 février 1992, Hassan Nasrallah, qui semble avoir le soutien de l'Iran, est élu par le Conseil des sages du Hezbollah secrétaire général du Hezbollah (en).
Sous la conduite de Nasrallah, le Hezbollah devient un adversaire sérieux de l'armée israélienne au Liban du Sud. Avant son accession au poste de secrétaire général, les combattants du Hezbollah menaient des attaques frontales contre l'armée israélienne, comme des attentats-suicides. La stratégie du parti change sous son impulsion, les attaques deviennent plus ciblées et plus efficaces. Elle se fonde à la fois sur l'observation des résistances palestinienne et vietnamienne et sur des concepts plus contemporains. Les troupes se professionnalisent : les unités se spécialisent, les capacités de renseignement progressent, le rythme des opérations augmente. Cette nouvelle stratégie et les succès qu'elle entraîne valent à Hassan Nasrallah d'être systématiquement reconduit à la tête du parti et le règlement intérieur est amendé afin de permettre sa réélection après deux mandats. Il appelle « le peuple et les partis politiques libanais, notamment chrétiens, à se joindre à la résistance ».
Le bombardement de Cana de 1996, au Liban du Sud, par l'armée israélienne, qui tue une centaine de civils libanais, positionne le secrétaire général du Hezbollah comme le champion de la défense nationale. La milice chiite riposte par le tir de centaines de roquettes en direction d'Israël. « C'en est fini des jours où ils tuent notre peuple sans que l'on se venge », clame-t-il sur les médias du parti. Quelque temps après, le 13 septembre 1997, son fils Hadi, âgé de 18 ans, est tué au combat par les Israéliens.
Sur le plan politique, le Hezbollah prend son indépendance de l'Iran, renonce à l'établissement d'un État islamique et joue la carte de la pacification et de la normalisation politique, favorisant l'ouverture intracommunautaire. Le mouvement chiite obtient douze députés lors du scrutin législatif de 1992, puis neuf en 1996.

### Combat contre Israël comme source de sa popularité (2000–2006)
Après le retrait israélien, Hassan Nasrallah réalise un échange de prisonniers avec Israël : des centaines de palestiniens et de militants du Hezbollah sont libérés. Toutefois, après le départ israélien du plateau du Golan, les fermes de Chebaa restent une pomme de discorde entre le Hezbollah et Israël. Nasrallah appelle alors à la « poursuite de la résistance contre l'occupation israélienne au Liban ».
Le retrait israélien du Liban sud l'a consacré comme un héros pour beaucoup de Libanais. Pour certains, sa principale force tient de son esprit de synthèse du chiisme arabe et iranien, de l'islamisme et du nationalisme arabe, du visage occidental du Liban et de son appartenance au monde arabe.
Pendant le conflit israélo-libanais de 2006, l'armée israélienne riposte, à une attaque du Hezbollah ayant conduit à la capture de plusieurs soldats, par des bombardements à grande échelle et une invasion terrestre du Liban. En trente-trois jours d'opérations, 7 000 bombes sont tirées vers le territoire libanais, contre quelque 4 000 roquettes lancées par le Hezbollah en direction d’Israël. Coté libanais, 1 125 personnes sont tuées, en majorité des civils, plus de 4 000 blessées et un million d’habitants ont été déplacés. Si le bilan humain est lourd, la retraite israélienne est célébrée par la population libanaise comme une grande victoire. Pourtant, conscient du coût très élevé de la guerre, Hassan Nasrallah affirme au soir du conflit que le parti n'aurait « absolument pas conduit cette opération s'il avait su qu'elle allait mener à une guerre d'une telle ampleur ». À compter de 2006, le front se stabilise, et le Hezbollah ne riposte plus aux attaques israéliennes sur le Liban, elles-mêmes de faible envergure, et concentre ses efforts sur le terrain politique.
De nombreuses chansons ont pour sujet Hassan Nasrallah pendant la guerre. L'une d'elles, composée par le chanteur libanais Alaa Zalzali, rend hommage pendant le conflit avec Israël aux vertus d'Hassan Nasrallah. En Israël, le groupe Frishman and the Pioneers compose une chanson intitulée « Yalla Ya Nasrallah » qui défend un point différent des chansons précédentes.

### Figure de la vie politique libanaise

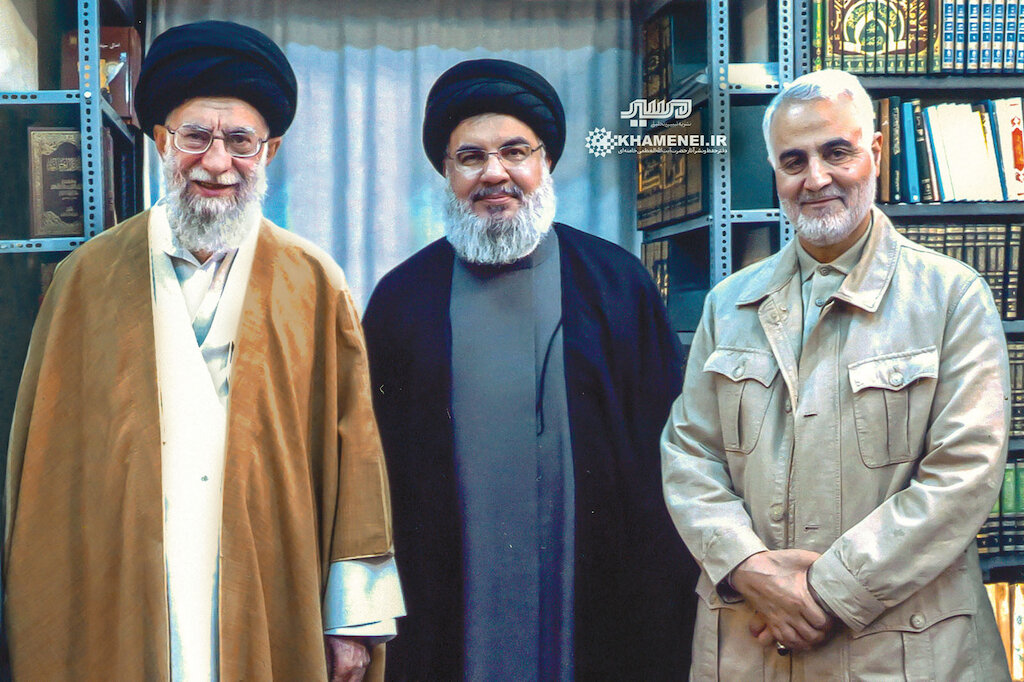
de gauche à droite : Le Guide de la révolution Ali Khamenei, le secrétaire général du Hezbollah Hassan Nasrallah et le général et chef de la force Al-Qods Qassem Soleimani à Téhéran. Date inconnue, image publiée en 2019.

Après l'assassinat de l'ancien Premier ministre libanais Rafiq Hariri le 14 février 2005, il s'élève contre la révolution du Cèdre dont les protagonistes demandaient le départ des troupes syriennes du territoire libanais. Nasrallah appelle au contraire les Libanais à manifester le 8 mars pour remercier l'armée syrienne et rendre hommage aux sacrifices de ses soldats sur le sol libanais pendant de longues années de guerre civile libanaise, un point de vue opposé à celui du mouvement du 14-Mars qui y voyait une armée d'occupation. Cette manifestation emblématique donne le nom de « mouvement du 8-Mars » aux opposants à la révolution du Cèdre (appelés aussi Alliance du 14-Mars ). Le Hezbollah est lui-même soupçonné d'avoir assassiné Hariri.
Le 6 février 2006, après plusieurs mois de négociations avec le Courant patriotique libre, Nasrallah rencontre Michel Aoun pour signer un document d'entente en dix points.
Le 7 mai 2008, en réaction à la volonté du gouvernement libanais de faire gérer par l'armée les infrastructures du Hezbollah, il menace de « couper la main » de quiconque « touchera aux armes de la résistance ». Ses partisans prennent possession de Beyrouth Ouest avant qu'il ne leur ordonne le 10 mai de laisser la place à l'armée libanaise. Si les combats se poursuivent un temps dans le Chouf et à Tripoli, Nasrallah accepte la médiation du Qatar pour mettre fin aux hostilités au Liban. Cet événement marque une étape dans l'évolution de la popularité du dirigeant chiite auprès de ses compatriotes.
Durant les années 2010, il engage le Hezbollah dans la mobilisation des milices pro-iraniennes en soutien au régime de Bachar el-Assad, lequel fait face à une insurrection armée de grande ampleur. Dès 2013, le Hezbollah vient en soutien à l'armée gouvernementale gravement mise en danger,. Le mouvement participe ainsi à la répression et aux exactions contre l'opposition armée, ce qui lui vaut de voir son image écornée auprès des sunnites. En 2015, il s'oppose à l'État islamique, organisation terroriste sunnite, ce qui lui permet de justifier son engagement dans le soutien à Bachar el-Assad. Nasrallah déclare notamment en 2015 que « leurs actes [sont] immondes, violents et inhumains ». Il affirme que « ces groupes ont porté atteinte au prophète et aux musulmans plus que ne l'ont fait […] les livres, les films et les caricatures ayant injurié le prophète. […] Ce sont les pires actes ayant nui au prophète dans l'histoire ». Plusieurs milliers de soldats du Hezbollah combattent en Syrie.
En octobre et novembre 2023, Israël mène une opération militaire d'envergure dans la bande de Gaza en riposte à la violente opération du Hamas en territoire israélien le 7 octobre. Dans une allocution très attendue, Hassan Nasrallah accuse sans surprise les États-Unis d'être responsables de la guerre et leur demande d'« arrêter l'agression à Gaza » sinon une guerre régionale pourrait avoir lieu. Toutefois, contrairement à une hypothèse envisagée, Nasrallah n'annonce pas ouvrir un nouveau front contre Israël à partir du Liban,.

### Mort dans un bombardement israélien et funérailles

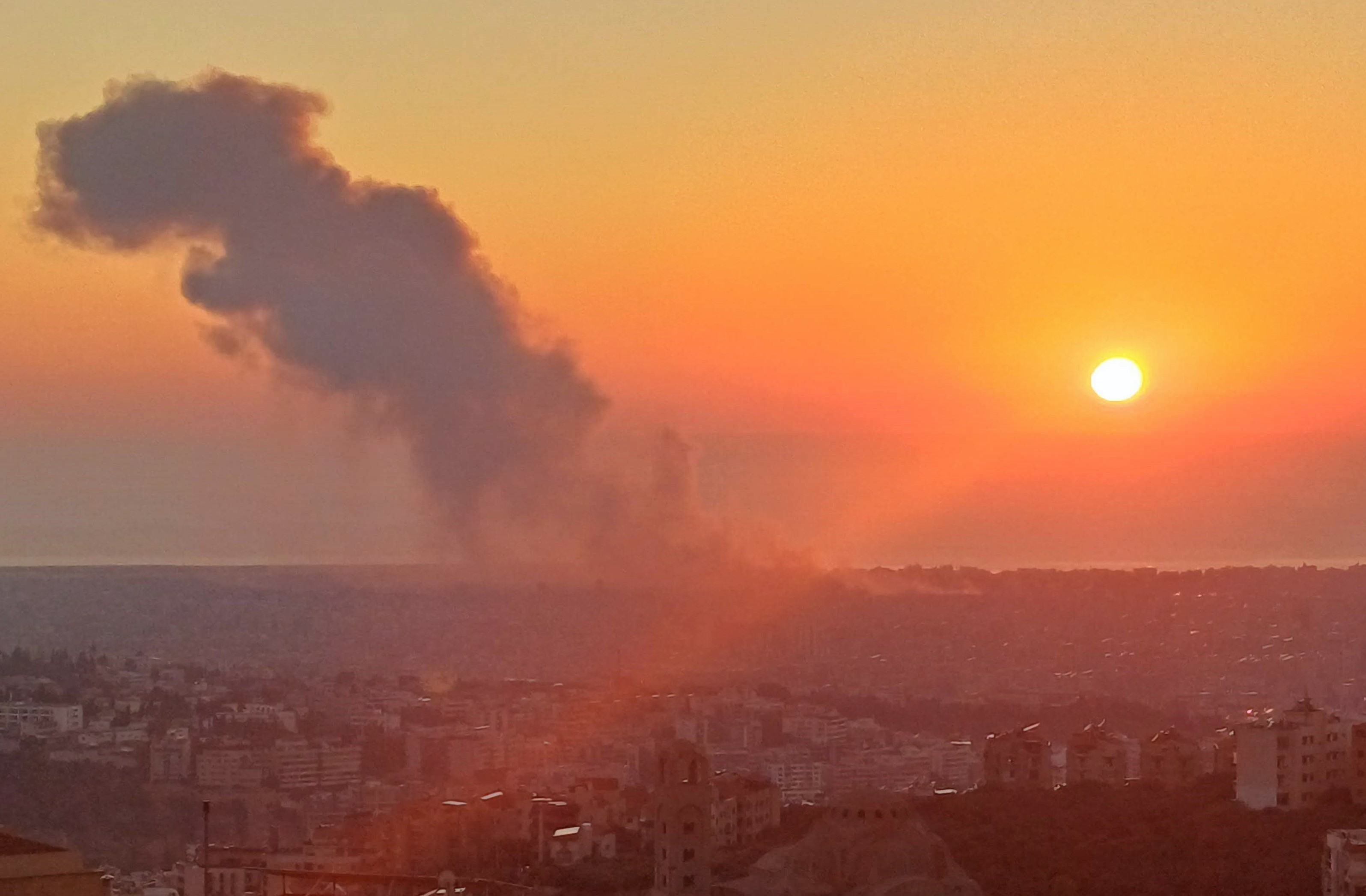
Fumée s'élevant du quartier général du Hezbollah après le bombardement israélien ayant tué Hassan Nasrallah.

Dans le cadre de la guerre contre le Hezbollah, l'armée israélienne bombarde le Liban depuis le 23 septembre 2024 pour affaiblir le Hezbollah. Le 27 septembre 2024, le porte-parole de Tsahal annonce que l'armée de l'air israélienne a frappé le quartier général principal du Hezbollah situé dans le quartier de Haret Hreik de la banlieue sud de Beyrouth, dans la nuit du 27 au  28 dans le but de tuer Hassan Nasrallah. 85 tonnes de bombes ont été larguées sur l’immeuble pour le tuer. Six immeubles avoisinants sont par ailleurs complètement détruits,. Les estimations de l'armée israélienne font état de plusieurs centaines de morts.
Le 28 septembre, l'armée israélienne affirme que Nasrallah a péri dans le bombardement à Beyrouth, en compagnie d'autres cadres du Hezbollah. L'annonce de son décès est par la suite confirmée par le Hezbollah, qui avait précédemment annoncé qu'il avait survécu à un précédent bombardement avant de perdre contact. Le Premier ministre libanais Najib Mikati inaugure le Conseil des ministres du jour par une minute de silence, avant de décréter trois jours de deuil national. L'écrasante majorité de la classe politique libanaise, des alliés les plus constants du Hezbollah jusqu'à ses adversaires (à l'exception du silence des Forces libanaises), lui rend hommage. Naïm Qassem assure l'intérim à la tête du Hezbollah. À la suite de la mort d'Hachem Safieddine, président du Conseil exécutif du Hezbollah et cousin de Nasrallah, tué par un bombardement israélien le 3 octobre, et qui était initialement pressenti pour succéder à ce dernier à la tête de l'organisation, Qassem est nommé nouveau secrétaire général du Hezbollah le 29 octobre suivant,.
Le corps d'Hassan Nasrallah est provisoirement enterré dans un endroit tenu secret. Les funérailles de l'ancien chef du Hezbollah et de Hachem Safieddine ont lieu le 23 février 2025 à la cité sportive Camille-Chamoun, à Beyrouth, auxquelles assistent des centaines de milliers de personnes selon l’agence Reuters (le Hezbollah avance le chiffre de 1,4 million de personnes, l'institut Information International situe le nombre de participants entre 700 000 et 900 000, et la chaîne de télévision libanaise Al-Jadeed à un million). Le stade était orné de drapeaux libanais, du Hezbollah, de la Palestine et le drapeau rouge du Parti communiste libanais. Y assistent également Nabih Berri, président de la chambre des députés, et Mohamed Haydar, ministre du Travail, ainsi qu’une délégation iranienne, composée de six personnes dont Mohammad Ghalibaf, président du Parlement iranien, et Abbas Araghtchi, ministre des Affaires étrangères. Dès le 21 février, une marche de partisans du Hezbollah était descendue de la plaine de la Bekaa vers Beyrouth pour assister aux funérailles et des dizaines d’avions avaient débarqué des soutiens des cinq continents. De nombreuses restrictions sur les vols en provenance d’Iran, de Turquie, d'Irak et d’Europe ont eu lieu les semaines avant les funérailles en raisons des pressions américaines et israéliennes. La cérémonie est survolée par des avions militaires israéliens à deux reprises, qui effectuent 14 bombardements sur le Liban au cours de la journée malgré le cessez-le-feu. Nasrallah est inhumé le lendemain dans un mausolée près de l'aéroport international Rafic Hariri.

## Image publique
En jouant un rôle clé dans la fin de l'occupation israélienne, Nasrallah est devenu un « héros national ». Un article du New York Times rapporte qu'un homme politique arabe l'a désigné comme « l'homme le plus puissant du Moyen-Orient » et le « seul dirigeant arabe qui fait réellement ce qu'il dit qu'il va faire ». Al Jazeera le compare à d'autres dirigeants arabes tels que Yasser Arafat et Gamal Abdel Nasser et à des révolutionnaires comme Che Guevara et Fidel Castro.
Nasrallah est souvent appelé « al-Sayyid Hassan » (السيد حسن). « Sayyid » est un titre honorifique désignant un descendant du prophète islamique Mahomet par l'intermédiaire de son petit-fils Al-Hussein ibn Ali.
Sous son mandat, le Hezbollah est désigné comme une organisation terroriste, pour tout ou partie, par les États-Unis et d'autres États, mais pas par la France, qui entretenait un dialogue avec le parti chiite. La Ligue arabe désigne le Hezbollah comme une organisation terroriste en 2016, mais à partir de 2024, elle ne le considère plus comme telle. Depuis 2015, la Russie rejette les affirmations selon lesquelles le Hezbollah est une organisation terroriste et considère le Hezbollah comme une organisation sociopolitique légitime. La Chine reste neutre et maintient des contacts avec le Hezbollah[Quand ?],.
Nasrallah vivait depuis la guerre de 2006 retranché dans un bunker souterrain dans la banlieue sud de Beyrouth, pour échapper aux tentatives d'assassinat.
La mort d'Hassan Nasrallah entraîne des « scènes de désespoir » au Liban. Le quotidien libanais L'Orient-Le Jour décrit, au lendemain de sa mort, « une ambiance de funérailles, comme si les gens avaient perdu un membre de leur famille ». À l'aéroport international de Beyrouth - Rafic Hariri « de nombreux passagers ont fondu en larmes » en apprenant la mort du secrétaire général du Hezbollah, que beaucoup de Libanais considèrent comme un héros national.

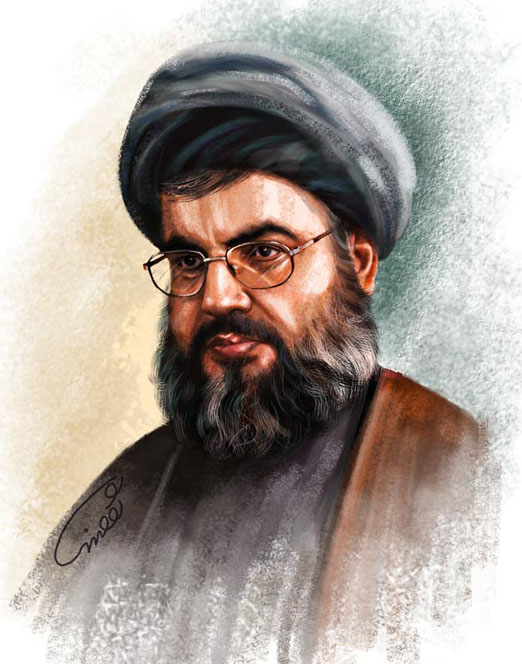
Portrait de Hassan Nasrallah par Abbas Goudarzi.

## Vie privée
Hassan Nasrallah est père de trois enfants ; son aîné, Hadi Nasrallah, a été tué alors qu'il combattait l'armée israélienne au Liban sud à Jabal er Rafiaa, en 1997. 
Son gendre, Hassan Jaafar al-Qasir, est tué le 2 octobre 2024 dans un raid israélien qui a visé un appartement d'un immeuble résidentiel dans le quartier de Mazzé à Damas,.

## Dans la culture populaire
Deux chansons populaires ont été écrites sur Nasrallah pendant la guerre Israël-Hezbollah de 2006, avec des points de vue très différents sur le chef du Hezbollah : Le Faucon du Liban en Cisjordanie et dans la bande de Gaza, et Yalla Ya Nasrallah, contre Nasrallah, en Israël.
En 2007, le chanteur libanais Alaa Zalzali compose une chanson hommage intitulée Ya Nasrallah. Une autre chanson populaire composée en son hommage est celle de la chanteuse chrétienne libanaise Julia Boutros, intitulée Ahebba'i, signifiant « mes proches », inspirée des paroles de Nasrallah dans un message télévisé qu'il a envoyé aux combattants du Hezbollah dans le sud du Liban en 2006.